# Maria Barbara Bach
Maria Barbara Bach (Gehren, 20 ottobre 1684 – 7 luglio 1720) è stata la prima moglie del compositore Johann Sebastian Bach, era anche la sua cugina di secondo grado, e figlia di Johann Michael Bach.

## Vita privata
Maria è nata a Gehren, Schwarzburg-Sondershausen. Ha sposato Johann Sebastian Bach durante il suo mandato come organista della Chiesa di San Biagio di Mühlhausen, una posizione che ha assunto in piena estate 1707. Quel mese di agosto, ha ricevuto una eredità di 50 fiorini (più di metà del suo stipendio annuale) dallo zio materno, Tobias Lämmerhirt. Questo ha facilitato il matrimonio che si è celebrato il 17 ottobre a Dornheim, in un villaggio vicino a Arnstadt.
Secondo il suo secondo figlio superstite, Carl Philipp Emanuel Bach, la morte di Maria Barbara nel 1720 è venuta rapidamente e inaspettatamente. Johann Sebastian accompagnava il suo datore di lavoro, il Duca di Köthen,  ad andare a fare delle cure termali presso il centro benessere di Carlsbad. Quando se ne andò, Maria Barbara stava bene; quando  tornò due mesi dopo, venne a sapere che era morta e sepolta il 7 luglio. La causa della sua morte è sconosciuta, ma forse  morì per una malattia infettiva o per delle complicazioni in gravidanza.
Maria Barbara aveva sette figli, tre dei quali morirono giovani:
- Catharina Dorothea (28 dicembre 1708 - 14 gennaio 1774).
- Wilhelm Friedemann (22 novembre 1710 - 1 luglio 1784).
- Johann Christoph (23 febbraio 1713 - 23 febbraio 1713).
- Maria Sophia (23 febbraio 1713 - 15 marzo 1713), gemella di Johann Christoph.
- Carl Philipp Emanuel (8 marzo 1714 - 14 dicembre 1788).
- Johann Gottfried Bernhard (11 maggio 1715 - 27 maggio 1739).
- Leopold Augustus (15 novembre 1718 - 29 settembre 1719).

Anna Magdalena Wilcke divenne la seconda moglie di Johann 17 mesi dopo la morte di Maria Barbara e ha cresciuto i suoi figliastri insieme a Johann Sebastian Bach.
| Controllo di autorità | VIAF (EN) 45361994 · ISNI (EN) 0000 0000 4390 2750 · CERL cnp00507927 · LCCN (EN) no2004070923 · GND (DE) 128732369 · BNF (FR) cb14853874m (data) |